# Baeocera tekootii
Baeocera tekootii – gatunek chrząszcza z rodziny kusakowatych, podrodziny łodzikowatych i plemienia Scaphisomatini.
Gatunek ten opisany został w 2003 roku przez Ivana Löbla i Richarda A.B. Leschena.
Chrząszcz o silnie wypukłym z wierzchu ciele długości od 1,25 do 1,55 mm, barwy rudobrązowej do czarnej z brązowymi końcowymi segmentami odwłoka i jaśniejszymi od ciała czułkami i odnóżami. Jedenasty człon czułków jest umiarkowanie wydłużony. Rzędy przyszwowe na pokrywach są delikatne, bardzo krótkie i widoczne tylko w ich wierzchołkowej, opadającej ćwiartce. Rzędy epipleuralne pokryw są wyraźnie zaznaczone. Tylna para skrzydeł jest bardzo silnie zredukowana. Epimeryty śródtułowia pozbawione są w linii mezepimeralnych. Zapiersie (metawentryt) pozbawione jest mikrorzeźby, a po bokach grubiej niż przedplecze i pokrywy punktowane. Odnóża mają golenie wąskie u nasady, ku szczytowi zaś pogrubione. Samiec ma gonokoksyt z wierzchołkowym stylusem. Jego edeagus cechuje dłuższa od wyrostka wierzchołkowego nabrzmiała część nasadowa, brak delikatnych i łuskowatych struktur w woreczku wewnętrznym oraz szerokie, wydłużone flagellum.
Owad endemiczny dla Nowej Zelandii, znany z Wyspy Północnej i północnej części Wyspy Południowej.